# Richard Parsons (Skilangläufer)
Richard Parsons (* 20. Juni 1910 in Salisbury; † 12. März 1999 in Salisbury) war ein US-amerikanischer Skilangläufer.
Parsons, der für den Salisbury Outing Club startete, belegte bei den Olympischen Winterspielen 1932 in Lake Placid den 28. Platz über 18 km und den 15. Rang über 50 km und bei den Olympischen Winterspielen 1936 in Garmisch-Partenkirchen den 46. Platz über 18 km, den 29. Rang über 50 km und zusammen mit Berger Torrissen, Warren Chivers und Karl Magnus Satre den 11. Platz in der Staffel. 